# Puertasaurus
Puertasaurus cujo nome é uma homenagem a seus descobridores Pablo Puerta e Santiago Reuil, viveu há aproximadamente 70 milhões de anos, ou seja, pouco antes da extinção em massa que afetou a vida na Terra, há 65 milhões de anos. É possivelmente um dos maiores dinossauros, com aproximadamente 30 metros de comprimento.
Esta descoberta demonstra que esta linhagem de tamanho descomunal sobreviveu até o fim da era dos dinossauros, quando o normal ao descobrir fósseis desta fase eram animais muito menores.

## Descoberta

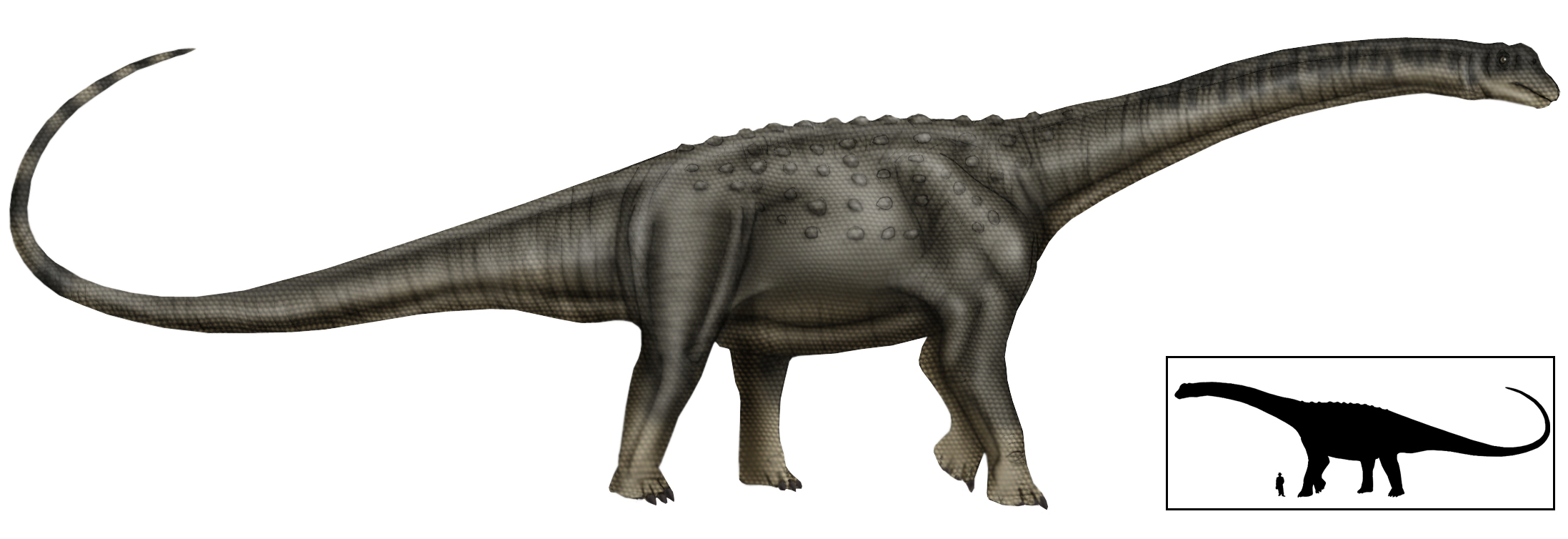
Reconstrução de um Puertasaurus

O paleontólogo Fernando Novas chefiou a expedição que encontrou os restos fósseis, financiada pela americana National Geographic Society e pelas organizações científicas do governo argentino Conicet e Agência Nacional de Promoção Científica. Fizeram os estudos comparativos que levaram a determinar que se tratava de uma espécie desconhecida, o que levou cinco anos.
Segundo os cientistas, os restos encontrados demonstram ser este um dos maiores animais terrestres encontrados até agora. Foram encontrados quatro vértebras de pescoço, do dorso e da cauda, sendo estes os restos mais austrais descobertos em toda a América. A descoberta ocorreu em 2001 no monte Los Hornos, perto do lago Viedma, em La Leona, na província de Santa Cruz nos Andes patagônios, 2.800 km ao sul de Buenos Aires.

Tamanho do Puertasaurus, mostrado aqui com um comprimento de 30 metros.

## Descrição
A vértebra cervical encontrada mede 1,20 metros de comprimento por 1,40 metros de largura e uma primeira vértebra das costas tem 1,70 metros por 1 metro. A princípio, as duas aparentemente superam em tamanho as peças similares do Argentinosaurus. No início, Fernando Novas estimou o comprimento do Puertasaurus como sendo de 35 a 40 metros e uma massa de 80 a 100 toneladas, embora, mais recentemente, Gregory S. Paul tenha publicado uma estimativa de 30 metros e 50 toneladas, enquanto Scott Hartman fez uma estimativa menor, de 27 metros de comprimento e uma massa de 60 a 70 toneladas. Em 2017, após a descoberta do Patagotitan, Henrique Paes fez uma estimativa de 32,7 metros e 56 toneladas para o Puertasaurus.